# Скадовский, Иван Георгиевич
Иван Георгиевич Скадовский (Иоанн Скадовский, 30 мая 1874, город Херсон — 23 ноября 1937, город Турткуль) — русский православный священник.
Причислен к лику святых Русской православной церкви в 2000 году.

## Херсонский помещик
Родился 30 мая 1874 года в семье крупного землевладельца Георгия Львовича Скадовского, уездного предводителя дворянства Херсонского уезда, надворного советника, председателя дворянской опеки и председателя уездного воинского присутствия в 1901 году.
Иван Скадовский окончил реальное и сельскохозяйственное училища, высшие курсы химии, виноделия и виноградарства. В 1906—1909 годах — земский начальник в Херсонском уезде, затем вышел в отставку и занимался сельским хозяйством в своей усадьбе. В это время познакомился с будущим архиепископом Прокопием (Титовым). В 1916—1917 годах служил в армии.

## Священник
С 1918 года — священник, служил в архиерейской церкви города Херсона, в 1922—1925 годах — в городском соборе, а после захвата его обновленцами — в кладбищенской церкви (откуда ушёл в 1926 году после принятия на службу певчего-обновленца без предварительного покаяния). В 1926 году приезжал в Соловецкий лагерь, получив свидание с заключённым архиепископом Херсонским и Николаевским Прокопием. Также ездил на свидание к владыке в 1928 году, но допущен к нему не был.

## Деятель «катакомбной» церкви
Выступал против церковно-политического курса митрополита Сергия (Страгородского), отказался признавать полномочия нового управляющего епархией владыки Анатолия (Грисюка), назначенного митрополитом Сергием. С 1927 года служил тайно, на некоторых его ночных богослужениях присутствовали до 50-60 человек. Всего его община в Херсоне насчитывала около ста человек. Вместе с ним служил диакон Михаил Захаров. Своим правящим архиереем продолжал считать владыку Прокопия.
В январе 1931 года был арестован по делу Херсонской группы Одесского «филиала» Истинно-Православной Церкви (ИПЦ). На допросе заявил, что считает советскую власть «властью богоборческою, властью сатанинскою, которая послана людям за их грехи», заявил, что является монархистом. В 1931 году был приговорен к пяти годам заключения и отправлен в Вишерские лагеря, где пробыл до февраля 1933 года, когда приговор был заменён на ссылку в город Камышин Сталинградской области.
2 октября 1934 года был арестован вместе с архиепископом Прокопием (Титовым). На допросе заявил:
«Являюсь сторонником российского монархического строя и отнюдь не являюсь сторонником тех извращений и искажений лежавшей в его основе идеи, которые имели место на практике. Я имею в виду подчинение государству церкви, погоню представителей государственной власти за личным благополучием в ущерб благосостоянию масс, падение национального русского духа и т. д. Эти обстоятельства являются следствием извращений монархического строя, а самой монархической идеи, как таковой, порочить не могут. Монархический строй тут ни при чём». 
Заявил, что является русским националистом и сторонником теократии. Утверждал, что «истинный последователь Православной Церкви не может относиться лояльно к советской власти, не может вступать в какие-либо компромиссы с ней, участвовать в советском строительстве».
17 марта 1935 года Особое совещание при НКВД СССР приговорило архиепископа Прокопия и священника Ивана Скадовского к пяти годам ссылки в Каракалпакию в город Турткуль, куда они прибыли 7 мая того же года. В доме, где они жили, была устроена небольшая церковь, куда приходили исповедаться и причаститься и православные местные жители.

## Последний арест и мученическая кончина
24 августа 1937 году архиепископ Прокопий и священник Иван Скадовский были арестованы контрреволюционной монархической агитации и организации нелегальной молельни. Виновными себя не признали. 28 октября тройка НКВД приговорила их к расстрелу, затем расстреляны.
Священномученики Прокопий и Иоанн прославлены как местночтимые святые в 1996 году Священным синодом Украинской православной церкви. Причислены к лику святых Новомучеников и Исповедников Российских на Юбилейном Архиерейском соборе Русской православной церкви в августе 2000 года для общецерковного почитания.

## Семья
- Отец — Георгий Львович, уездный предводитель дворянства. Убит в 1919 году.
- Жена — Екатерина Владимировна, урождённая Бурачкова, потомственная дворянка. Много помогала репрессированному духовенству. Сопровождала архиепископа Прокопия в ссылку в 1928 году, приезжала к нему в Сибирь в 1929 году, после чего была арестована. Позднее жила вместе с мужем в Турткуле.
- Сын — Владимир, дочери — Екатерина (вместе с отцом и матерью проходила по делу ИПЦ) и Мария.